# Evita (film)
Pour les articles homonymes, voir Evita.
Ne doit pas être confondu avec Evita (comédie musicale).
Pour plus de détails, voir Fiche technique et Distribution.
Evita est un film musical américain réalisé par Alan Parker, sorti en 1996. Il s'inspire de l'album-concept du même nom d'Andrew Lloyd Webber et Tim Rice sorti en 1976, ensuite adapté en comédie musicale en 1978.
Le film raconte la vie d'Eva Perón, épouse du président argentin Juan Perón.

## Synopsis
Eva Duarte est ambitieuse et rêve de conquérir Buenos Aires. Elle part avec son amant Agustín Magaldi vers la capitale et finit par sa détermination à obtenir une place de rêve au cinéma. Elle rencontre Juan Perón lors d'une soirée et ils se marient en 1945. Elle devient la Première dame d'Argentine quand son époux est élu président la même année. Surnommée « Evita », Eva Perón est maintenant au cœur d'une vie opulente. Le peuple finit par s'indigner de sa démesure tandis que l'aristocratie refuse son ascension. À 33 ans, elle est gravement malade et, un soir de 1952, elle s'effondre lors d'une cérémonie en son honneur.

## Fiche technique
- Titre original et français : Evita
- Réalisation : Alan Parker
- Scénario : Alan Parker et Oliver Stone, d'après la comédie musicale Evita de Tim Rice et Andrew Lloyd Webber
- Musique : Andrew Lloyd Webber
- Photographie : Darius Khondji
- Montage : Gerry Hambling
- Décors : Brian Morris
- Costumes : Penny Rose
- Sociétés de production : Hollywood Pictures, Cinergi Pictures, Dirty Hands Productions et Summit Entertainment
- Sociétés de distribution :  États-Unis Buena Vista Pictures ;  Suisse romande : Ascot Elite[1]
- Budget : 55 millions de dollars[2]
- Pays de production :  États-Unis
- Langue originale : anglais
- Genre : drame musical et biographique
- Durée : 134 minutes
- Dates de sortie[3] :
  - États-Unis : 14 décembre 1996 (avant-première à Los Angeles)
  - États-Unis : 25 décembre 1996 (sortie limitée)
  - Canada, France, Suisse : 10 janvier 1997

## Distribution
- Madonna : Eva Perón
- Antonio Banderas : Ché
- Jonathan Pryce : Juan Perón
- Jimmy Nail : Agustín Magaldi
- Victoria Sus : Doña Juana
- Julian Littman : Juan
- Olga Merediz (en) : Blanca
- Laura Pallas : Elisa
- Peter Hughes (en) : le général Francisco Franco
- Andrea Corr : la maîtresse de Juan Perón
- Billie Piper : une fille demandant un autographe à Juan Peron (non créditée)

## Production

### Genèse et développement

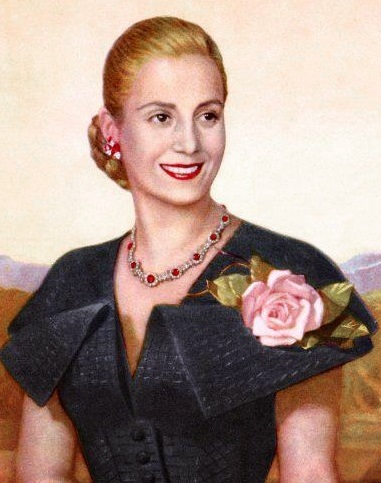
Eva Perón

Après la sortie de l'album-concept Evita de Tim Rice et Andrew Lloyd Webber en 1976, le réalisateur Alan Parker rencontre leur manager David Land (en) pour savoir s'ils voudraient en faire une adaptation cinématographique. Il comprend alors que Tim Rice et Andrew Lloyd Webber sont alors plus intéressés par une transposition de l'album sur scène en comédie musicale. La comédie musicale Evita se joue dès juin 1978 au West End theatre à Londres et se jouera jusqu'en février 1986. Après le succès du spectacle, Robert Stigwood, producteur au West End, contacte Alan Parker pour mettre en scène le film Evita. Cependant, le réalisateur vient alors d'achever Fame (1980) et ne veut pas enchaîner deux films musicaux
Les droits d'adaptation d’Evita provoque une guerre d'appels d'offres des studios : Warner Bros., Metro-Goldwyn-Mayer et Paramount Pictures. Robert Stigwood les vend finalement à EMI Films pour près de 7,5 millions de dollars. Il évoque le projet avec le producteur Jon Peters, qui promet de convaincre sa petite-amie de l'époque, Barbra Streisand, de tenir le rôle-titre s'il peut le produire avec lui. Robert Stigwood refuse car il souhaite être le seul producteur du film. EMI abandonne ensuite le projet.
En mai 1981, Paramount Pictures acquiert finalement les droits. Robert Stigwood reste attaché au poste de réalisateur,. La Paramount prévoit un budget de 15 millions et le film doit entrer en production l'année suivante. Pour réduire les coûts de production, Robert Stigwood, Tim Rice et Andrew Lloyd Webber acceptent un plus petit salaire mais un plus gros pourcentage sur les recettes futures du film. Robert Stigwood engage Ken Russell comme réalisateur, après leur collaboration pour Tommy (1975).
Robert Stigwood et Ken Russell cherchent ensuite l'actrice pouvant interpréter le rôle principal. Ils font des essais à New York et Londres. En novembre 1981, Ken Russell fait des essais films dans les studios d'Elstree. À Londres, Ken Russell fait même passer des essais à Liza Minnelli, voulant une actrice expérimentée. Cependant, Robert Stigwood, Tim Rice et la Paramount veulent Elaine Paige, qui tenait le rôle dans la comédie musicale à Londres,. Ken Russell développe par ailleurs son propre script, sans l'approbation de Robert Stigwood, Tim Rice et Andrew Lloyd Webber. Si son film suit globalement la comédie musicale, il fait du personnage de Ché un journaliste-reporter. Son script contient un montage d'Eva et Ché à l'hôpital. Finalement, Ken Russell est renvoyé car il ne veut pas faire le film sans Liza Minnelli.
Robert Stigwood propose le poste à Herbert Ross, qui préfère tourner Footloose (1984). Richard Attenborough refuse également, trouvant le projet trop complexe. Robert Stigwood approche également sans succès Alan J. Pakula et Héctor Babenco,. En 1986, Madonna rend visite Robert Stigwood dans son bureau, habillée dans un style années 1940 pour montrer tout l'intérêt qu'elle porte au rôle. La chanteuse tentera par ailleurs de convaincre Francis Ford Coppola de réaliser le film. Robert Stigwood est impressionné et la trouve « parfaite » pour le rôle.
En 1987, la société indépendante Weintraub Entertainment Group de Jerry Weintraub obtient les droits de la Paramount,,. Oliver Stone, fan de la comédie musicale, exprime son intérêt pour le film et contacte expressed la société de Robert Stigwood. En avril 1988, Oliver Stone est officiellement réalisateur et scénariste du projet. Il se rend en Argentine où il se rend sur le lieu de naissance d'Eva Perón et rencontre le président d'alors, Carlos Menem. Ce dernier promet 50 000 figurants.
Madonna rencontre Oliver Stone et Andrew Lloyd Webber à New York pour parler du rôle. Mais la chanteuse demande des changements de script et souhaite réécrire la musique. Oliver Stone contacte alors Meryl Streep. Elle travaille avec le réalisateur et les compositeurs sur des chansons en studio. Robert Stigwood est alors très emballé par le travail de l'actrice.
Weintraub Entertainment Group propose alors un budget de 29 millions. Le tournage doit débuter courant 1989, mais des émeutes ont lieu cette année-là en Argentine. Alors que d'autres pays sont envisagés pour le tournage, Weintraub Entertainment Group quitte le projet. Oliver Stone propose alors le projet à Carolco Pictures, toujours avec Meryl Streep. Cependant, l'actrice exige des garanties financières avec un délai de 48 heures. Alors que le projet traîne, Oliver Stone et certains membres de son équipe délaissent Evita pour développer The Doors (1991).
En 1990, les droits change à nouveau de studio et le projet passe chez Walt Disney Studios Entertainment, qui engage Glenn Gordon Caron comme réalisateur. Madonna est alors à nouveau attachée au rôle d'Evita. Disney prévoit de produire le film via sa société « adulte » Hollywood Pictures. Cependant, Disney abandonne Evita en mai 1991 quand le budget grimpe à 30 millions ; Jeffrey Katzenberg ne veut pas dépenser plus de 25,7 millions pour le film,. En novembre 1993, Robert Stigwood revend les droits à Andrew G. Vajna et sa société Cinergi Pictures,. Andrew G. Vajna propose un partenariat avec Arnon Milchan de Regency Enterprises pour cofinancer le film. Oliver Stone revient ensuite comme réalisateur. Le tournage doit débuter en 1995 juste après celui d'un film sur Manuel Noriega développé par Oliver Stone et Arnon Milchan. Cependant, les deux hommes se brouillent à cause des coûts de producteur de Evita, de Noriega (qui ne sera jamais tourné) et Nixon (1995). Oliver Stone quitte alors, à nouveau, le projet en juillet 1994.

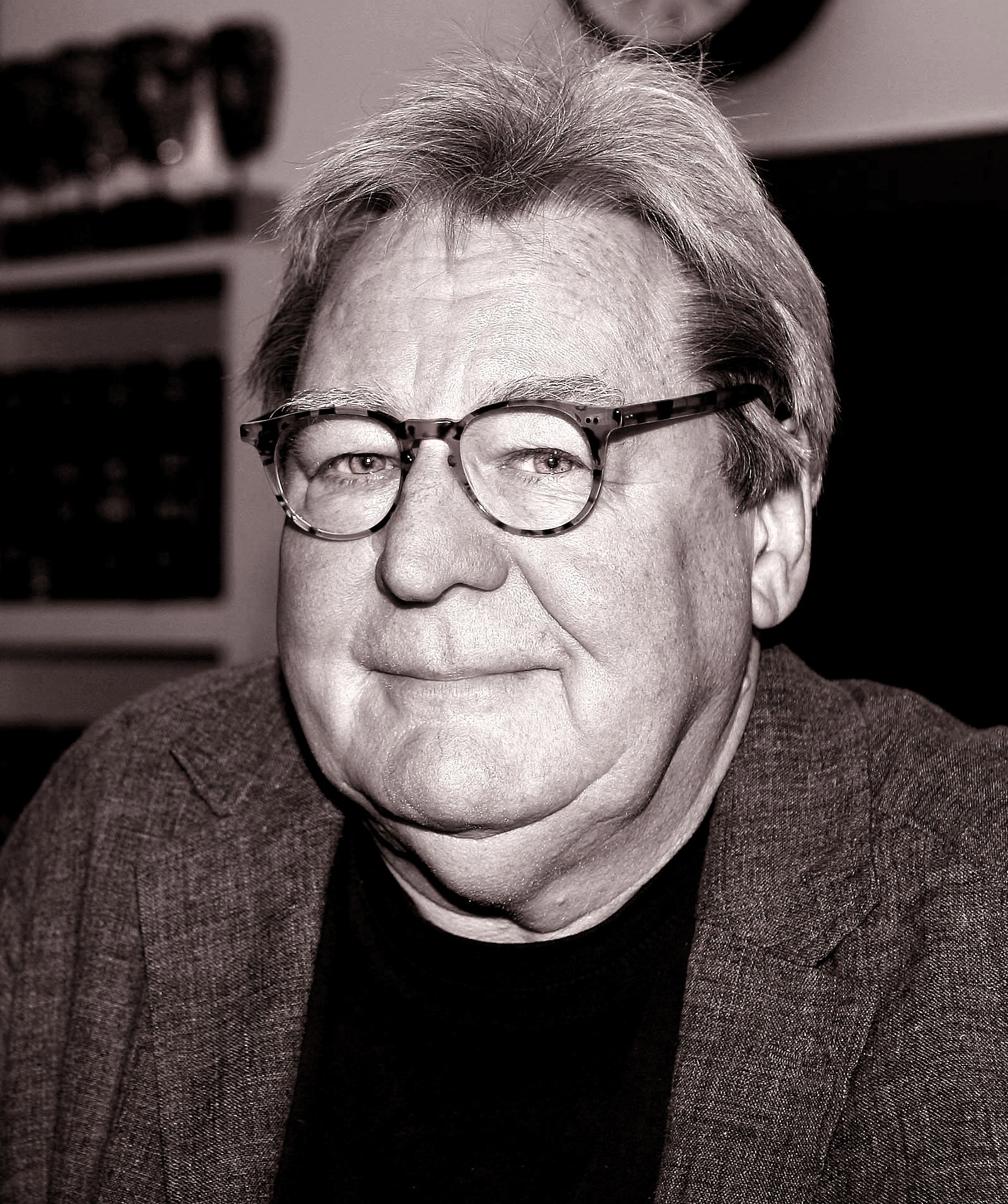
Alan Parker

En décembre 1994, Robert Stigwood et Andrew G. Vajna engagent officiellement Alan Parker comme réalisateur et scénariste. Ce dernier produit également le film, via sa société Dirty Hands Productions. Alan Parker fait de nombreuses recherches sur la vie d'Eva Perón et développe son propre script. Il refuse d'emprunter des éléments du scénario d'Oliver Stone ou de celui de la pièce de théâtre. Il préfère baser son script sur l'album-concept de Tim Rice et Andrew Lloyd Webber sorti en 1976,. Cependant, Oliver Stone n'est pas de cet avis et remarque que des éléments de son scénario sont présents dans le script final. Le conflit sera réglé par la Writers Guild of America et Oliver Stone et Alan Parker seront crédités au générique du film.
Après le bouclage du scénario, Alan Parker se rend en mai 1995 avec Tim Rice en France chez Andrew Lloyd Webber. Ils doivent travailler sur la musique du film. En juin 1995, grâce au sénateur Christopher Dodd, Alan Parker obtient un rendez-vous avec le président argentin Carlos Menem pour parler de la production du film et demander l'autorisation de tourner à la Casa Rosada, le siège du pouvoir exécutif argentin à Buenos Aires. Malgré certains désaccords sur le scénario, Carlos Menem offre à l'équipe une liberté totale pour tourner dans le pays, à l'exception de la Casa Rosada. Le président explique par ailleurs que l'équipe doit se préparer à des protestations de la part de certains Argentins.

### Attribution des rôles
Le projet passera de studio en studio pendant plusieurs années. De nombreuses actrices seront évoquées pour le rôle-titre (Jennifer Lopez, Mariah Carey, Gloria Estefan, Barbra Streisand, Patti LuPone, Meryl Streep, Bette Midler…). Michelle Pfeiffer est engagée, au moment où Oliver Stone développe le projet. Elle passe quelques mois à enregistrer les chansons, avant que le projet soit mis en pause. Madonna, qui convoite le rôle depuis des années, adresse une lettre à Alan Parker, qui a repris le projet après Oliver Stone. La chanteuse y explique pourquoi elle est parfaite pour le rôle principal. Elle envoie également une copie du clip de sa chanson Take a Bow pour le convaincre. La chanteuse sera finalement choisie.
Antonio Banderas, qui interprète Ché, envoie lui-même une cassette pour passer une audition avant de rencontrer Alan Parker. Patrick Swayze, Elton John, John Travolta, Sylvester Stallone ou encore Mandy Patinkin (qui avait tenu le rôle à Broadway) ont aussi été envisagés pour ce rôle.
Bob Gunton, Julio Iglesias, Jeremy Irons ou encore Raúl Juliá sont envisagés pour incarner Juan Perón. Le rôle revient finalement à Jonathan Pryce.

### Tournage
Le tournage en Argentine, qui provoque une controverse, est très médiatisé. L'équipe doit faire face à de nombreuses protestations quant à l'image d'Eva Perón,,. Des membres du parti peroniste lancent une campagne virulente contre la production, Madonna et Alan Parker. De plus, le projet Evita pousse le gouvernement argentin à produire son propre film, Eva Perón: The True Story (en) (1996), pour corriger les erreurs du film d'Alan Parker.
Pour répondre à tout cela, l'équipe du film donne une conférence de presse à Buenos Aires le 6 février 1996. Le tournage peut finalement débuter dans la même ville deux jours plus tard,.
Le président argentin Carlos Menem n'autorise pas l'équipe à tourner à la Casa Rosada, siège du pouvoir situé à Buenos Aires. Alan Parker et son chef décorateur Brian Morris peuvent cependant prendre des photographies. Une réplique sera ensuite construite dans les Shepperton Studios en Angleterre. D'autres scènes seront tournées à Budapest. C'est une production à grande échelle, le décorateur Brian Morris développe près de 320 décors différents,

### Musique
L'album Evita : Music From The Motion Picture connut un beau succès, notamment aux États-Unis, au Royaume-Uni, en Autriche, etc. Il contient les singles Don't Cry for Me Argentina et You Must Love Me.

## Accueil

### Critique
Le film reçoit des critiques partagées. Sur l'agrégateur américain Rotten Tomatoes, il récolte 63% d'opinions favorables pour 38 critiques et une note moyenne de 6,67⁄10. Sur Metacritic, il obtient une note moyenne de 45⁄100 pour 23 critiques.
Après le succès du film, le gouvernement argentin a sorti sa propre version du film, ayant pour titre Eva Perón: The True Story (1996), afin de corriger des « altérations présumées » mises sur le compte d'Andrew Lloyd Webber.

### Box-office
Produit pour 55 millions de dollars, Evita récolte plus de 141 millions de dollars au box-office mondial.
| Pays ou région    | Box-office      | Date d'arrêt du box-office | Nombre de semaines |
| ----------------- | --------------- | -------------------------- | ------------------ |
| États-Unis Canada | 50 047 179 $    | 8 mai 1997                 | [ 29 ]             |
| France            | 277 393 entrées | -                          | -                  |
| Total mondial     | 141 047 179 $   | -                          | -                  |

## Distinctions
Source : Internet Movie Database

### Récompenses
- National Board of Review Awards 1996 : Top Ten Films
- Oscars 1997 : meilleure chanson originale pour "You Must Love Me"
- Golden Globes 1997 : meilleur film musical ou de comédie, meilleure chanson originale pour You Must Love Me, meilleure actrice dans un film musical ou une comédie pour Madonna
- Satellite Awards 1997 : meilleur film musical ou une comédie, meilleurs costumes pour Penny Rose, meilleure chanson originale pour You Must Love Me
- Rubans d'argent 1997 : Ruban d'argent européen
- Blockbuster Entertainment Awards 1998 : meilleure chanson de film pour You Must Love Me

### Nominations
- Oscars 1997 : meilleurs décors, meilleure photographie pour Darius Khondji, meilleur montage pour Gerry Hambling, meilleur mixage de son
- Golden Globes 1997 : meilleur réalisateur pour Alan Parker, meilleur acteur dans un film musical ou une comédie pour Antonio Banderas
- BAFTA 1997 : meilleure musique de film pour Andrew Lloyd Webber, meilleure photographie pour Darius Khondji, meilleurs costumes pour Penny Rose, meilleur montage pour Gerry Hambling, meilleurs maquillages et coiffures pour Sarah Monzani et Martin Samuel, meilleurs décors pour Brian Morris
- Satellite Awards 1997 : meilleure direction artistique pour Brian Morris, meilleure photographie pour Darius Khondji
- Rubans d'argent 1997 : meilleur réalisateur étranger pour Alan Parker
- Eddie Awards 1997 : meilleur montage pour Gerry Hambling
- American Society of Cinematographers Awards 1997 : meilleure photographie d'un long-métrage sorti en salles pour Darius Khondji
- Critics' Choice Movie Awards 1997 : meilleur film
- British Society of Cinematographers Awards 1997 : Darius Khondji
- Blockbuster Entertainment Awards 1998 : meilleure actrice d'un film dramatique pour Madonna, meilleure bande originale

## Record
Le film a permis à Madonna de gagner un record du monde dans le Guinness pour « le plus de costumes changés dans un film ». Le record était précédemment tenu par Elizabeth Taylor pour le film de 1963 Cléopâtre (65 changements de costumes). Dans Evita, Madonna a changé ses costumes 85 fois (ce qui inclut 39 chapeaux, 45 paires de chaussures et 56 paires de boucles d'oreille),.